# Мыс Чирикова (Чукотка)
Мыс Чи́рикова — высокий скалистый мыс на восточном побережье Чукотского полуострова, омываемый Беринговым морем в пределах Провиденского района Чукотского автономного округа в России.
Расположен между бухтой Руддера и рекой Нунямоваам при её впадении в Анадырский залив. Высота составляет 542 м. Ближайший населённый пункт — национальное село Энмелен находится в 28 км севернее.
Название в переводе с чук. Нунъэмун — «жирник». Мыс был открыт и нанесён на карту русской кругосветной экспедицией под руководством Фёдора Литке в 1828 году и назван в честь Афанасия Чирикова.
Близ мыса Чирикова расположен одноимённый историко-культурный комплекс, покинутые в этом месте поселения датируются XVII — нач. XX века.
На скалах мыса гнездятся глупыш, берингов баклан, бургомистр, серебристая чайка, кайры, тихоокеанский чистик, белобрюшка, ипатка, топорок.